# Белл, Льюри
Льюри Си Белл (англ. Lurrie C. Bell; род. 13 декабря 1958, Чикаго)  — американский блюзовый гитарист, вокалист и автор песен. Трёхкратный номинант Грэмми (1979, 2009, 2016). Лауреат Blues Music Awards в номинациях «Альбом традиционного блюза» (2012, 2017), «Исполнитель традиционного блюза» (2015), «Альбом традиционного блюза»  (2013), «Песня года» (2014), номинант Blues Music Awards в номинациях «Альбом современного блюза» (1984, 1987), «Альбом традиционного блюза» (2014, 2019), «Исполнитель традиционного блюза» (2008, 2009, 2014, 2017—2020), «Песня года» (2013), «DVD» (2018) «Альбом года» (2012, 2014), «Альбом акустического блюза»  (2005), «Блюзовый гитарист»/«Gibson Guitar Award» (2007—2010, 2012, 2014). Член Зала славы блюза (2024). Сын известного блюзового харпера Кэри Белла (1936—2007). 

## Биография
Родился в Чикаго в 1958 году в семье блюзового харпера Кэри Белла, начал осваивать гитару в возрасте пяти лет, глядя на отца и его друзей. В семь лет его отправили жить к бабушке и дедушке, сначала в Миссисипи, а затем в Алабаму. Но там он продолжил осваивать гитару и даже выступал в церкви своего деда, исполняя госпел. В подростковом возрасте он вернулся в Чикаго, где стал играть с группой, которую возглавлял  буги-вуги пианист и аккомпаниатор Мадди Уотерса Лови Ли (ещё один дед Льюри Белла). Затем Льюри оттачивал своё искусство с иконами чикагской блюзовой сцены Эдди Клируотером, Биг Уолтер Хортоном и Эдди Тейлором. В 1977 году он сделал свои первые записи, записавшись в альбоме своего отца Heartaches and Pain и в альбоме Эдди Кэмпбелла King of the Jungle (на бас-гитаре).  После этого он присоединился к Koko Taylor's Blues Machine и в течение четырёх лет гастролировал с певицей. В 1978 году принял участие в гастролях в Берлине в составе группы молодых музыкантов под названием «The New Generation of Chicago Blues». После поездки он, вместе Билли Бранчем и Фредди Диксоном (сыном Вилли Диксона) сформировал группу The Sons of Blues: «мы с Билли хотели сохранить тот же самый момент». Три песни новой группы вошли в известный сборник Alligator Records 1978 года Living Chicago Blues Vol. 3 (альбом-номинант на Грэмми). 
В 1984 году альбом Son of a Gun, записанный с отцом, получил номинацию «Альбом современного блюза» Blues Music Awards; то же повторилось и в 1987 году с альбомом Straight Shoot. В 1989 году Льюри Белл записал свой дебютный сольный альбом Everybody Wants To Win. Затем карьера Белла приостановилась: ему была диагностирована шизофрения и он страдал от наркотической зависимости. Кроме того, он остался без дома. Белл время от времени записывался лишь с отцом и только в 1995 году, подписав контракт с Delmark, выпустил свой второй сольный альбом Mercurial Son, получивший хорошие отзывы. «Этот альбом — просто сказать — уникален. Темы вест-сайд-блюза и множество фанковых грувов в стиле Бо Диддли наряду с африканскими темами и агрессивными ритм-гитарными паттернами, делают его особенным продуктом». «Это был дикий, первобытный джаггернаут, который был совершенно пугающим по своей интенсивности, и сочетал в себе спазматическую энергию Ар Эл Бёрнсайда с закаленным мастерством Мадди Уотерса». Музыкант возобновил более регулярные выступления в клубах Чикаго и гастроли, включая выступления на фестивалях.
В 2000-е годы Льюри Белл столкнулся с трагедиями: смерть его недоношенных близнецов в 2003 году, и его жены Сьюзан Гринберг, и его отца в 2007 году. В этом же году основал свой собственный лейбл Aria BG Records и записал проникновенную «Let's Talk About Love», получив премию журнала Living Blues Magazine как самый выдающийся музыкант. В 2009 году он был номинирован на премию Грэмми альбом за «Chicago Blues: A Living History», записанный с Билли Боем Арнольдом, Джоном Праймером и Билли Бранчем. В 2012 году альбом Белла The Devil Ain't Got No Music, сборник акустического блюза и госпел-песен его детства, получил премию Prix du Blues Award от престижной французской L'Academie du Jazz и был признан альбомом года традиционного блюза. Во второй половине 2010-х годов карьера Льюрри Белла вновь пошла под откос: с 2016 года он не записывал альбомов, начал пропускать концерты и приёмы у врачей, и стал бездомным (несмотря на это продолжая собирать премии и номинации Blues Music Awards). Его поместили в интернат Oak Park Arms, где он проходил лечение, и с 2021 года возобновил деятельность, начав выступления в клубах и гастроли в Украине, Румынии, Канаде и внутри США. В 2022 году Белл с лос-анджелесской фанк-группой Orgone записал альбом «She's a Burglar», содержащий каверы Фредди Кинга, но он так и не вышел из-за отсутствия интереса у лейблов. 
В 2024 году у Льюри Белла вышел совместный с американским джазовым саксофонистом Фрэнком Каталано альбом Set Me Free. Одноимённый сингл альбома выиграл номинацию Blues Blast в категории «Лучшее видео/песня». Как говорит Каталано: «Хотя моей первой любовью всегда был джаз, Боб Кестер, основатель Delmark Records, говорил, что я «самый блюзовый джазовый парень», и мне всегда нравилось импровизировать под блюз и R&B. В этом же смысле Лурри — джазовый блюзовый парень. Несмотря на то, что многие из его песен следуют блюзовому шаблону 1/4/5, он часто играет их с джазовыми аккордами и соло, которые во многом напоминают стиль Джорджа Бенсона или Уэса Монтгомери».
По словам музыканта: «Я играю на гитаре, не используя медиатор. Я использую большой и указательный пальцы, чтобы брать определенные аккорды, и я думаю, что игра пальцами — это то, как я получил свой тон и свой стиль. Это отличается от многих гитаристов. Многие гитаристы используют медиаторы. Я не использую».
По состоянию на 2024 год он продолжает жить в Oak Park Arms, и регулярно выступает в своем сообществе в Чикаго и его окрестностях, а также на международных блюзовых фестивалях. В 2024 году Льюри Белл был введён в Зал славы блюза.
«Его работу на гитаре часто описывали как „блестящую“, поскольку его соло и аккордовые прогрессии сочетали сырые звуки вест-сайд чикаго-блюза с более тонкими аккордами и лидирующими партиями блюзовых музыкантов, вдохновлённых джазом, таких как Роберт Локвуд-младший».
В аннотации к альбому 1997 года 700 Blues обозреватель Guitar Player написал: «Льюри исполняет королевские бенды, странные, хромающие фразы и длинные, наматывающие соло. Его голос как из порванного динамика грубый и сырой, его ритм безупречен, а его драйв бесстрашен».
The New York Times в 1995 году отзывалась о музыканте как о «одном из немногих блюзовых музыкантов моложе 40 лет, который решил не использовать технократический, роковый подход к блюзу. Он виртуоз нерегулярных, странно угловатых фраз, потерянных мотивов и нот, которые, кажется, выхвачены обратно».
В 1995 году продюсер Delmark Records Стив Вагнер сказал что: «Блюзовые музыканты делятся на две категории: сознательная компетентность и бессознательная компетентность. Дэйв Спектор является примером сознательной компетентности, а Льюри Белл — примером бессознательной компетентности».

## Дискография

### Сольные альбомы
- 1989 Everybody Wants to Win (JSP)
- 1995 Mercurial Son (Delmark)
- 1997 700 Blues (Delmark)
- 1997 Young Man's Blues (JSP)
- 1998 Kiss of Sweet Blues (Delmark)
- 1998 The Blues Caravan Live at Pit Inn 1982 (P-Vine)
- 1999 Blues Had a Baby (Delmark)
- 2001 Cutting Heads (Vypyr)
- 2007 Let's Talk About Love (Aria B.G.)
- 2012 The Devil Ain't Got No Music (Aria B.G.)
- 2013 Blues in My Soul (Delmark)
- 2016 Can't Shake This Feeling (Delmark)

### СКэри Беллом
- 1977 Heartaches and Pain (Delmark), выпущен в 1994
- 1982 Going on Main Street (L+R Records)
- 1984 Son of a Gun (Rooster Blues)
- 1986 Straight Shoot (Blues South West)
- 1990 Dynasty (JSP)
- 1994 Harpmaster (JSP)
- 1995 Deep Down (Alligator)
- 1997 Father&Son The Blues Collection (BLU GNC 072)
- 2004 Second Nature (Alligator) (запись 1991 года)
- 2007 Gettin' Up, Live at Buddy Guy's Legends, Rosa's and Lurrie's Home (Delmark)

### В сотрудничестве с другими музыкантами
- 1981 American Folk Blues Festival '81 (L+R)
- 1982 The Sons of Blues Live '82 (L+R)
- 1982 Chicago's Young Blues Generation (L+R) с Билли Бранчем
- 1991 Rocket Pocket (Bluelight) с Doobie Twisters
- 1998 Chicago's Hottest Guitars: Chicago Blues Session, Vol. 25 (Wolf) c Филом Гаем
- 2009 Live at Chan's: Combo Platter No. 2 (с Nick Moss & The Flip Tops)
- 2024 Set Me Free (с Фрэнком Каталано)